# Ramat Hakovesh
Ramat HaKovesh (em hebraico רָמַת הַכּוֹבֵשׁ, lit. Alturas do Conquistador) é um kibbutz no centro de Israel. Localizado aproximadamente 7 quilômetros do norte de Kfar Saba, inclui-se na jurisdição do Conselho Regional Drom HaSharon. Tem uma população de 919 habitantes.

## História
O kibbutz foi fundado por jovens sionistas dos movimentos Ha Shomer Hatzair e HeHalutz, incluindo judeus de Wizna. Integrantes de um grupo de Vishneva, na Bielorrússia, do movimento Hehalutz imigraram para o Mandato Britânico da Palestina em 1926. Eles formaram o núcleo do kibbutz "HaKovesh", que era localizado perto do assentamento (hoje cidade) de Petah Tikva. Quando a terra onde kibbutz está atualmente localizado foi adquirida, o grupo se estabeleceu e fundou o kibbutz.
Em 16 de novembro de 1943, o exército britânico revistou o kibbutz para achar armas. Os membros do kibbutz resistiram e uma confrontação violenta ocorreu. Um membro foi morto, 14 foram feridos e 35 foram presos.
O kibbutz se estende sobre uma porção de terra conhecida como o "pomar al-Banna", que pertencia a Hajj Khahil al-Banna, o pai de Abu Nidal.

## Habitantes notáveis
- Meir Agassi, autor e poeta